# Севе, Анри
Анри́ Грегуа́р Севе́ (фр. Henri Grégoire Saivet; род. 26 октября 1990, Дакар) — французский и сенегальский футболист, полузащитник клуба «По». Выступал за сборную Сенегала.

## Карьера
Подписав в 2007 году профессиональный взрослый контракт с «Бордо», стал самым молодым игроком команды. Дебютировал в чемпионате Франции 17 мая 2008 года, выйдя на замену в матче против «Ланса». В стартовом составе впервые вышел 17 апреля 2010 года во встрече с лионским «Олимпиком».
В январе 2011 года был отдан в аренду «Анже» на полгода, 29 января забил первый мяч за новую команду (и первый на профессиональном уровне) в мачте против «Гренобля». Вернувшись перед стартом сезона-2011/12 в «Бордо» стал чаще появляться на поле и помог занять команде 5-е место, забив первый мяч в высшем французском дивизионе. С сезона-2012/13 — игрок основного состава.
Выступал за молодёжную сборную Франции, но так и не дождавшись приглашения Дидье Дешама в первую сборную, решил играть за сборную Сенегала.
11 января 2016 года официально перешёл в английский «Ньюкасл Юнайтед», подписав контракт на 5,5 лет.
В июне 2022 года присоединился к французскому клубу «По».

## Достижения

### «Бордо»
- Чемпион Франции: 2008/09
- Серебряный призёр чемпионата Франции: 2007/08
- Обладатель Кубка Франции: 2012/13
- Обладатель Суперкубка Франции: 2008
- Обладатель Кубка Французской лиги: 2006/07 2008/09